# 그건 그려
《그건 그려》는 1977년 10월 9일부터 1978년 3월 5일까지 방영한 TBC 주말연속극이다.

## 등장 인물
- 홍세미
- 김순철
- 오현경
- 이순재
- 유지인
- 여운계
- 구충서
- 정소녀
- 김미영
- 이낙훈
- 노주현